# Connie Britton
Connie Britton, all'anagrafe Constance Elaine Womack (Boston, 6 marzo 1967), è un'attrice statunitense, nota principalmente per alcune serie televisive dove ha ricoperto i ruoli di: Nikki Faber in Spin City, Tami Taylor in Friday Night Lights (per cui è stata candidata a due premi Emmy come miglior attrice protagonista), Vivien Harmon in American Horror Story (per cui è stata candidata al premio Emmy come miglior attrice protagonista in una miniserie), Rayna Jaymes in Nashville (per cui è stata candidata al premio Emmy come miglior attrice protagonista e al Golden Globe come miglior attrice in una serie drammatica) e Nicole Mossbacher in The White Lotus (per cui è stata nuovamente nominata al premio Emmy come miglior attrice protagonista in una miniserie).

## Biografia

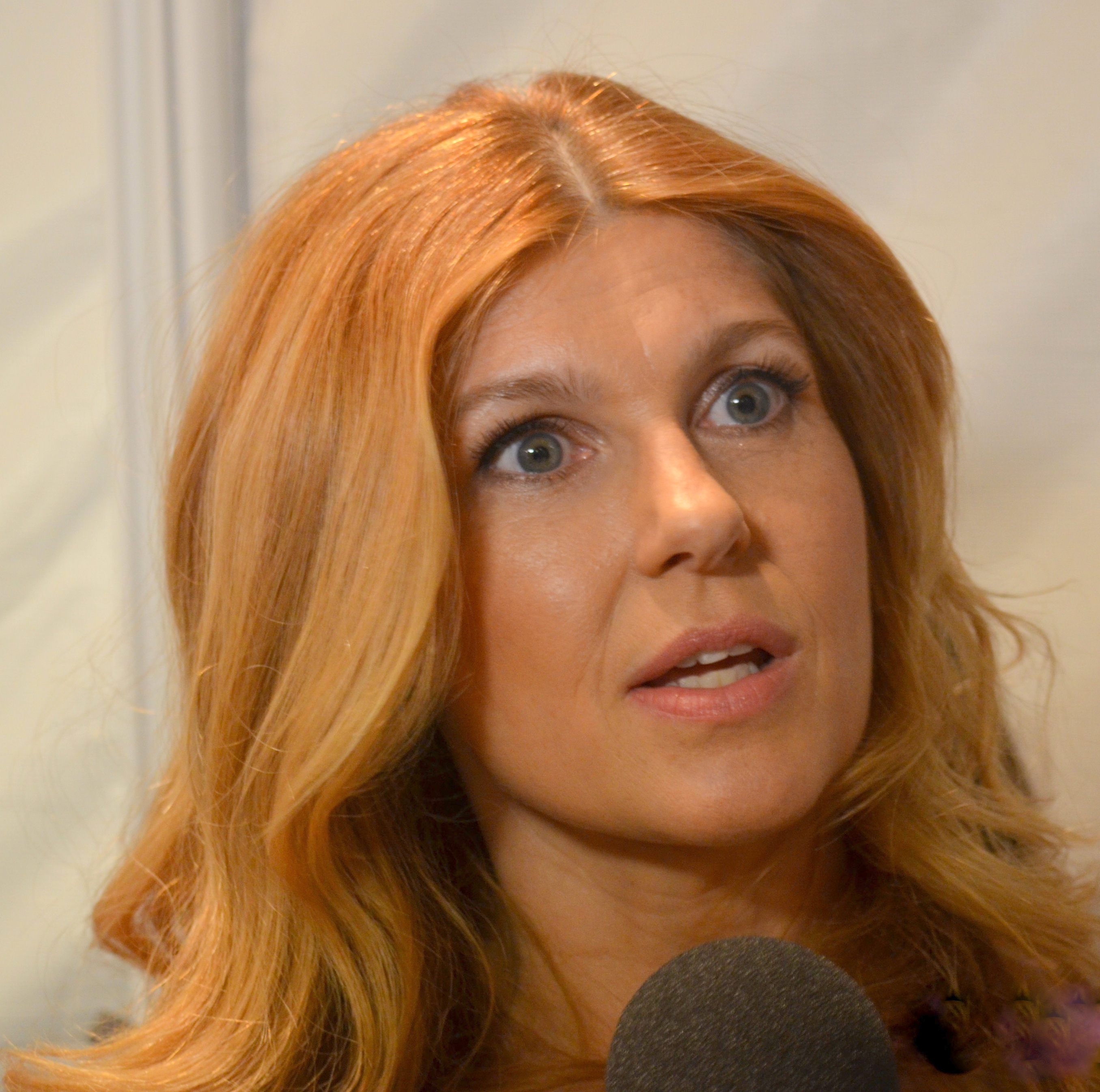
Britton nel 2012

Nata a Boston, Massachusetts, figlia di Linda Jane Cochran (1942-2005) e Edgar Allen Womack Jr. (1942-2008), fisico e amministratore di una compagnia energetica. Ha trascorso i primi anni a Rockville, in Maryland. Quando aveva sette anni, si trasferisce con i suoi genitori e sua sorella gemella Cynthia a Lynchburg, in Virginia, dove ha frequentato E.C. Glass High School. Si è laureata in studi asiatici al Dartmouth College, in quel periodo ha trascorso un'estate a Pechino per imparare il cinese. Dopo la laurea nel 1989, si trasferisce a New York, dove ha trascorso due anni alla Neighborhood Playhouse studiando con Sanford Meisner. Come nome d'arte usa il cognome dell'ex marito, John Britton, con cui è stata sposata dal 1991 al 1995.
Mentre studiava alla Neighborhood Playhouse, la Britton ha fatto il suo debutto teatrale a New York nella commedia The Early Girl, portata in scena al The Courtyard Playhouse. Dopo gli studi ha preso parte a numerose produzioni teatrali off-Broadway. Il suo debutto cinematografico avviene nel 1995, quando recita nel film indipendente I fratelli McMullen di Edward Burns, da cui viene diretta ancora nel 1998 in No Looking Back. In televisione, dopo aver preso parte ad alcuni episodi della sit-com Ellen, nel 1996 ottiene il ruolo di Nikki Faber nella serie televisiva Spin City, ruolo che interpreta fino al 2000. Successivamente prende parte ad altre produzioni televisive, come West Wing e 24.
Nel 2004 interpreta il ruolo della moglie del coach, interpretato da Billy Bob Thornton, in Friday Night Lights di Peter Berg. Nel 2006 dal film viene tratta un'omonima serie televisiva in cui la Britton veste nuovamente i panni della moglie del coach, in questo caso interpretato da Kyle Chandler, ma il suo personaggio cambia nome da Sharon Gaines a Tami Taylor. Per la sua interpretazione nella serie TV, la Britton vince un Satellite Award e viene candidata per due anni consecutivi agli Emmy Awards (2010 e 2011).
Prende parte a vari film indipendenti e nel 2010 ottiene una parte nell'horror Nightmare, remake di Nightmare - Dal profondo della notte del 1984. Nel 2011 è tra gli interpreti principali della prima stagione della serie televisiva American Horror Story nei panni di Vivien Harmon, mentre nel 2012 è protagonista, al fianco di Hayden Panettiere, della serie della ABC Nashville per cui viene nominata ai Golden Globe 2013 e agli Emmy Award 2013 come miglior attrice in una serie televisiva drammatica.
Dopo aver partecipato alla prima stagione della serie televisiva 9-1-1, nel 2018 torna ad interpretare il ruolo di Vivien Harmon in un episodio dell'ottava stagione di American Horror Story, intitolata Apocalypse, essendo la stagione un crossover tra la prima e la terza.

## Vita privata
Britton usa il suo nome da sposata come nome d'arte. Ha incontrato il banchiere d'affari John Britton all'Alpha Delta House del Dartmouth College. Si sono trasferiti a Manhattan insieme nel 1989, si sono sposati il 5 ottobre 1991 e hanno divorziato nel 1995.
Nel novembre 2011, Britton ha adottato un figlio, Eyob "Yoby" Britton, dall'Etiopia.

## Filmografia

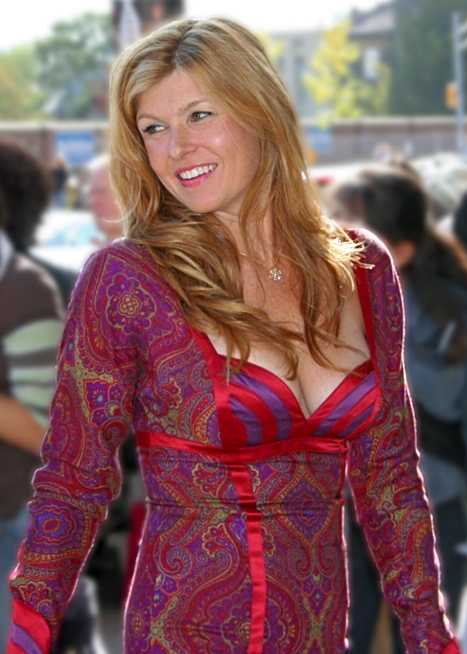
Connie Britton nel 2006

### Cinema
- I fratelli McMullen (The Brothers McMullen), regia di Edward Burns (1995)
- No Looking Back, regia di Edward Burns (1998)
- One Eyed King - La tana del diavolo (One Eyed King), regia di Robert Moresco (2001)
- The Next Big Thing, regia di P.J. Posner (2001)
- Looking for Kitty, regia di Edward Burns (2004)
- Friday Night Lights, regia di Peter Berg (2004)
- Special Ed, regia di Jeffrey Phelps (2005)
- The Life Coach, regia di Josh Stolberg (2005)
- The Lather Effect, regia di Sarah Kelly (2006)
- The Last Winter, regia di Larry Fessenden (2006)
- Women in Trouble, regia di Sebastian Gutierrez (2009)
- Nightmare (A Nightmare on Elm Street), regia di Samuel Bayer (2010)
- Conception, regia di Josh Stolberg (2012)
- Cercasi amore per la fine del mondo (Seeking a Friend for the End of the World), regia di Lorene Scafaria (2012)
- The Fitzgerald Family Christmas, regia di Edward Burns (2012)
- Wing It Parenthood, regia di LP (2012) - cortometraggio
- Angels Sing - Un Natale tutto nuovo (Angel Sing), regia di Tim McCanlies (2013)
- The To Do List - L'estate prima del college (The To Do List), regia di Maggie Carey (2013)
- This Is Where I Leave You, regia di Shawn Levy (2014)
- Quel fantastico peggior anno della mia vita (Me & Earl & the Dying Girl), regia di Alfonso Gomez-Rejon (2015)
- American Ultra, regia di Nima Nourizadeh (2015)
- Past Forward, regia di David O. Russell (2016) - cortometraggio
- Beatriz at Dinner, regia di Miguel Arteta (2017)
- La genesi di Wonder Woman (Professor Marston and the Wonder Women), regia di Angela Robinson (2017)
- La seconda vita di Anders Hill (The Land of Steady Habits), regia di Nicole Holofcener (2018)
- The Mustang, regia di Laure de Clermont-Tonnerre (2019)
- Bombshell - La voce dello scandalo (Bombshell), regia di Jay Roach (2019)
- Una donna promettente (Promising Young Woman), regia di Emerald Fennell (2020)
- Joe Bell, regia di Reinaldo Marcus Green (2020)
- Infranto (Breaking), regia di Abi Damaris Corbin (2022)
- La ragazza più fortunata del mondo (Luckiest Girl Alive), regia di Mike Barker (2022)
- Winner, regia di Susanna Fogel (2024)
- Here After - L'aldilà (Here After), regia di Robert Salerno (2024)
- La lista dei miei desideri (The Life List), regia di Adam Brooks (2025)

### Televisione
- Pins and Needles, regia di Tom Cherones (1995) - episodio pilota scartato
- Ellen – serie TV, episodi 3x03-3x24-3x26 (1995-1996)
- Clausola mortale (Escape Clause), regia di Brian Trenchard-Smith – film TV (1996)
- Spin City – serie TV, 100 episodi (1996-2000)
- Cupid – serie TV, episodio 1x01 (1998)
- Il fuggitivo (The Fugitive) – serie TV, 4 episodi (2000-2001)
- Tip Tap & boccoli d'oro - La storia di Shirley Temple (Child Star: The Shirley Temple Story), regia di Nadia Tass – film TV (2001)
- The Fighting Fitzgeralds – serie TV, 10 episodi (2001)
- West Wing - Tutti gli uomini del Presidente (The West Wing) – serie TV, 4 episodi (2001)
- Lost at Home – serie TV, 6 episodi (2003)
- Life as We Know It – serie TV, episodio 1x13 (2005)
- 24 – serie TV, 6 episodi (2006)
- Friday Nights Lights – serie TV, 76 episodi (2006-2011)
- American Horror Story – serie TV, 13 episodi (2011, 2018)
- Nashville – serie TV, 97 episodi (2012-2016)
- Drunk History - serie TV, episodio 1x04 (2013)
- American Crime Story – serie TV, episodi 1x01-1x04 (2016)
- SMILF - serie TV, 8 episodi (2017-2019)
- 9-1-1 – serie TV, 12 episodi (2018-2020)
- Dirty John – serie TV, 8 episodi (2018-2019)
- The White Lotus – serie TV, 6 episodi (2021)
- Dear Edward - serie TV, 10 episodi (2023)
- Zero Day - miniserie TV, 6 episodi (2025)
- Overcompensating - L'inganno (Overcompensating) – serie TV, episodi 1x01 e 1x07 (2025)

## Riconoscimenti
- Golden Globe
  - 2013 – Candidatura alla miglior attrice in una serie drammatica per Nashville
  - 2019 – Candidatura alla miglior attrice in una miniserie o film per la televisione per Dirty John
- Critic's Choice Television Awards
  - 2011 – Candidatura alla miglior attrice in una serie drammatica per Friday Night Lights
  - 2019 – Candidatura alla miglior attrice in una miniserie o film per la televisione per Dirty John
- Primetime Emmy Awards
  - 2010 – Candidatura alla miglior attrice protagonista in una serie drammatica per Friday Night Lights
  - 2011 – Candidatura alla miglior attrice protagonista in una serie drammatica per Friday Night Lights
  - 2012 – Candidatura alla miglior attrice protagonista in una miniserie o film per la televisione per American Horror Story
  - 2013 – Candidatura alla miglior attrice protagonista in una serie drammatica per Nashville
  - 2022 – Candidatura alla miglior attrice non protagonista in una miniserie o film per la televisione per The White Lotus
- Screen Actors Guild Awards
  - 2020 – Candidatura al miglior cast cinematografico per Bombshell - La voce dello scandalo
- Satellite Awards
  - 2010 – Miglior attrice in una serie drammatica per Friday Night Lights
  - 2011 – Miglior cast televisivo per American Horror Story
  - 2011 – Candidatura alla miglior attrice in una serie drammatica per Friday Night Lights
  - 2012 – Candidatura alla miglior attrice in una serie drammatica per Nashville

## Doppiatrici italiane
Nelle versioni in italiano delle opere in cui ha recitato, Connie Britton è stata doppiata da:
- Roberta Pellini in Nashville, American Crime Story, 9-1-1, Dirty John, The Mustang, The White Lotus, Joe Bell, La ragazza più fortunata del mondo, Infranto, Dear Edward, Here After - L'aldilà, Zero Day, La lista dei miei desideri
- Claudia Catani in 24, Friday Nights Lights, American Horror Story, La genesi di Wonder Woman
- Sabrina Duranti in Angels Sing - Un Natale tutto nuovo, Cercasi amore per la fine del mondo, This Is Where I Leave You
- Cinzia De Carolis ne La seconda vita di Anders Hill, Una donna promettente
- Laura Boccanera in I fratelli McMullen
- Cristina Boraschi in Nightmare
- Anna Cesareni in Quel fantastico peggior anno della mia vita
- Laura Romano in American Ultra
- Antonella Giannini in Bombshell - La voce dello scandalo
- Doriana Chierici in Spin City (st. 1)
- Marina Thovez in Spin City (st. 2-4)
- Chiara Salerno ne Il fuggitivo
- Antonella Alessandro in SMILF
- Tiziana Avarista in Overcompensating - L'inganno